# 紋胸短溝紅螢
紋胸短溝紅螢（学名：Plateros maculatithorax）为紅螢科短溝紅螢屬下的一个种。